# Барчево
Барчево (пол. Barczewo, нем. Wartenburg in Ostpreussen) — город в Польше, входит в Варминьско-Мазурское воеводство, Ольштынский повят. Имеет статус городско-сельской гмины. Занимает площадь 4,58 км². Население — 7472 человека (на 2018 год).

## История
Статус города получил 4 июля 1364 года.
31 января 1945 года город взят Красной Армией, затем передан польской администрации. Немецкое население было депортировано в Германию. С учётом немецкого названия города новые власти переименовали его 15 августа 1946 года в Нововейск, но 4 декабря того же года переименовали в Барчево в честь Валенты Барчевского (пол. Walenty Barczewski, 1856—1928), польского фольклориста, историка и общественного деятеля, жившего в Вармии.
В местной тюрьме 12 октября 1986 года умер нацистский преступник, бывший гауляйтер и обер-президент Восточной Пруссии Эрих Кох, сидевший там после вынесенного ему так и не исполненного смертного приговора. В этой же тюрьме в 1980-х годах содержались польские диссиденты, в том числе Владислав Фрасынюк и Адам Михник.

## Достопримечательности
Средневековая часть города имеет регулярную уличную сеть с характерной застройкой. В городе сохранились:
- Епископский замок
- Костёл св. Андрея Первозванного (XIV век)
- Костёл св. Анны и Стефана
- Неоготическая евангелическо-аугсбургская кирха
- Тюремный костёл св. Дисмаса
- Синагога (XIX век)
- Южные ворота
- Больница св. Антония
- Неоготическая ратуша (XIX век)
- Надгробие кардинала Анджея Батория, брата короля Стефана Батория
- Водонапорная башня
- Кладбищенские ворота на ул. Армии Крайовой
- Остатки городских стен (XIV век)
- Музей местного уроженца польского композитора и дирижёра Феликса Нововейского
- Еврейское кладбище

В двух километрах от города у реки Писа находится Крестовая гора, которая, согласно легендам, является священным местом пруссов.

## Галерея

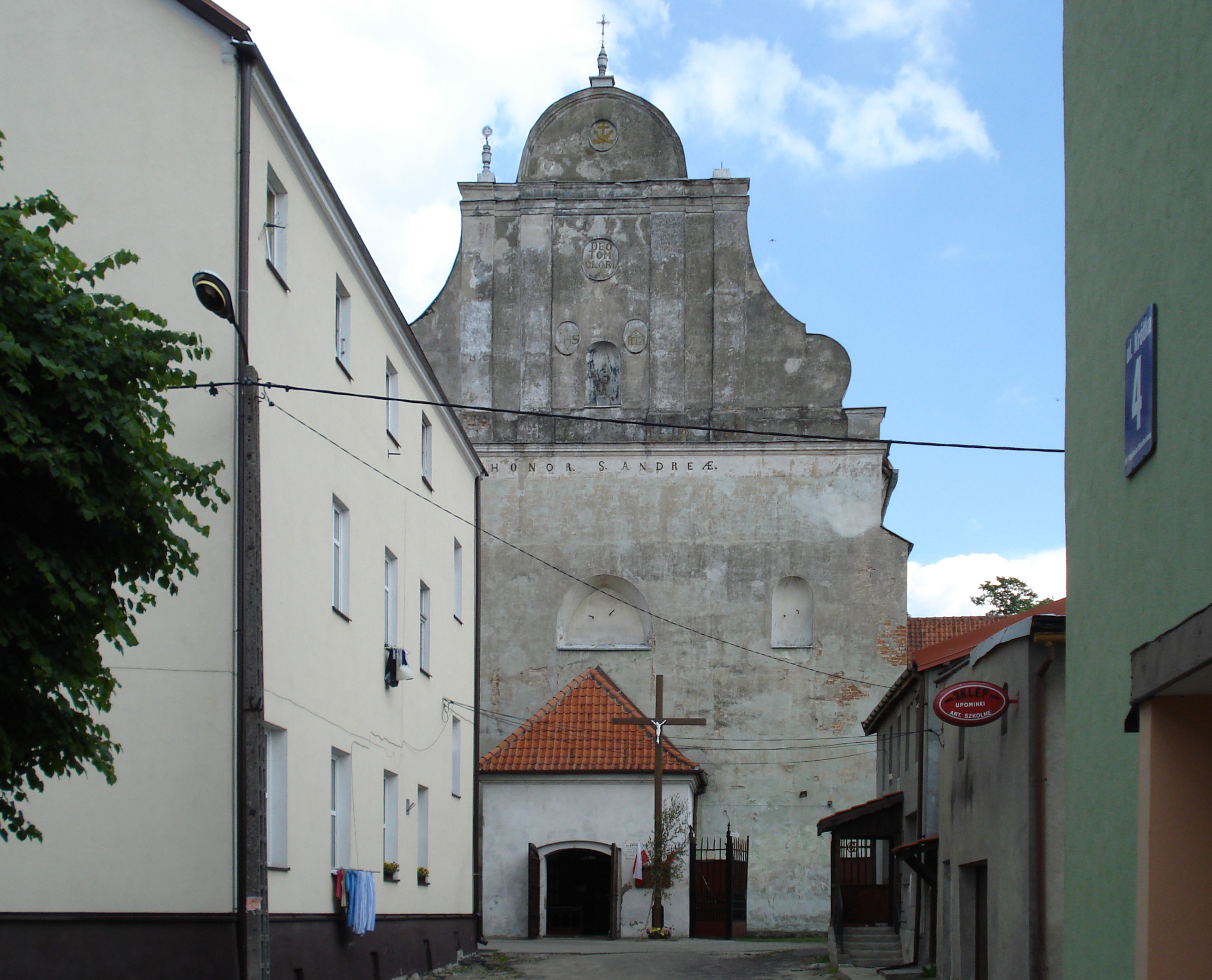
Костёл св. Андрея
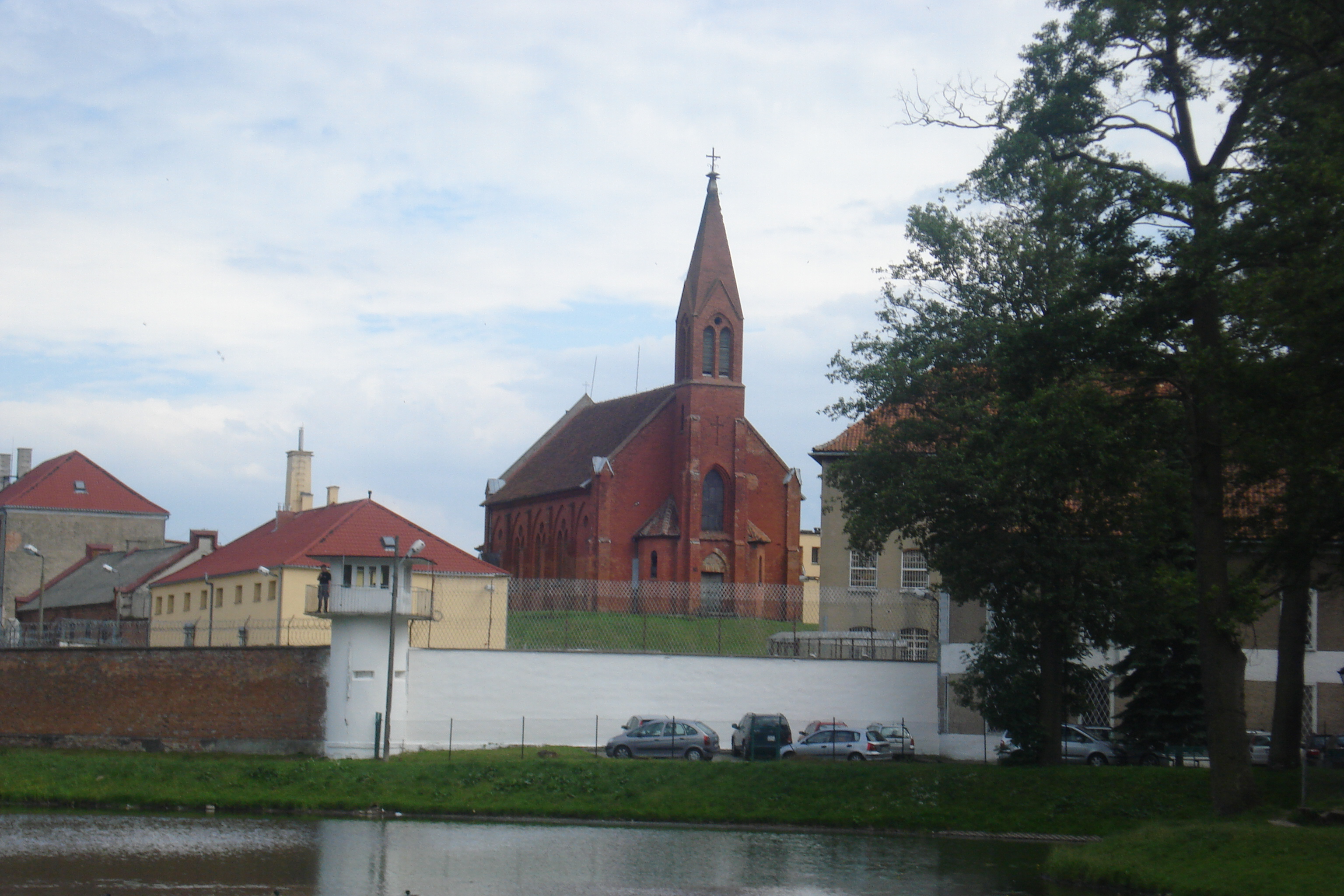
Тюремный костёл
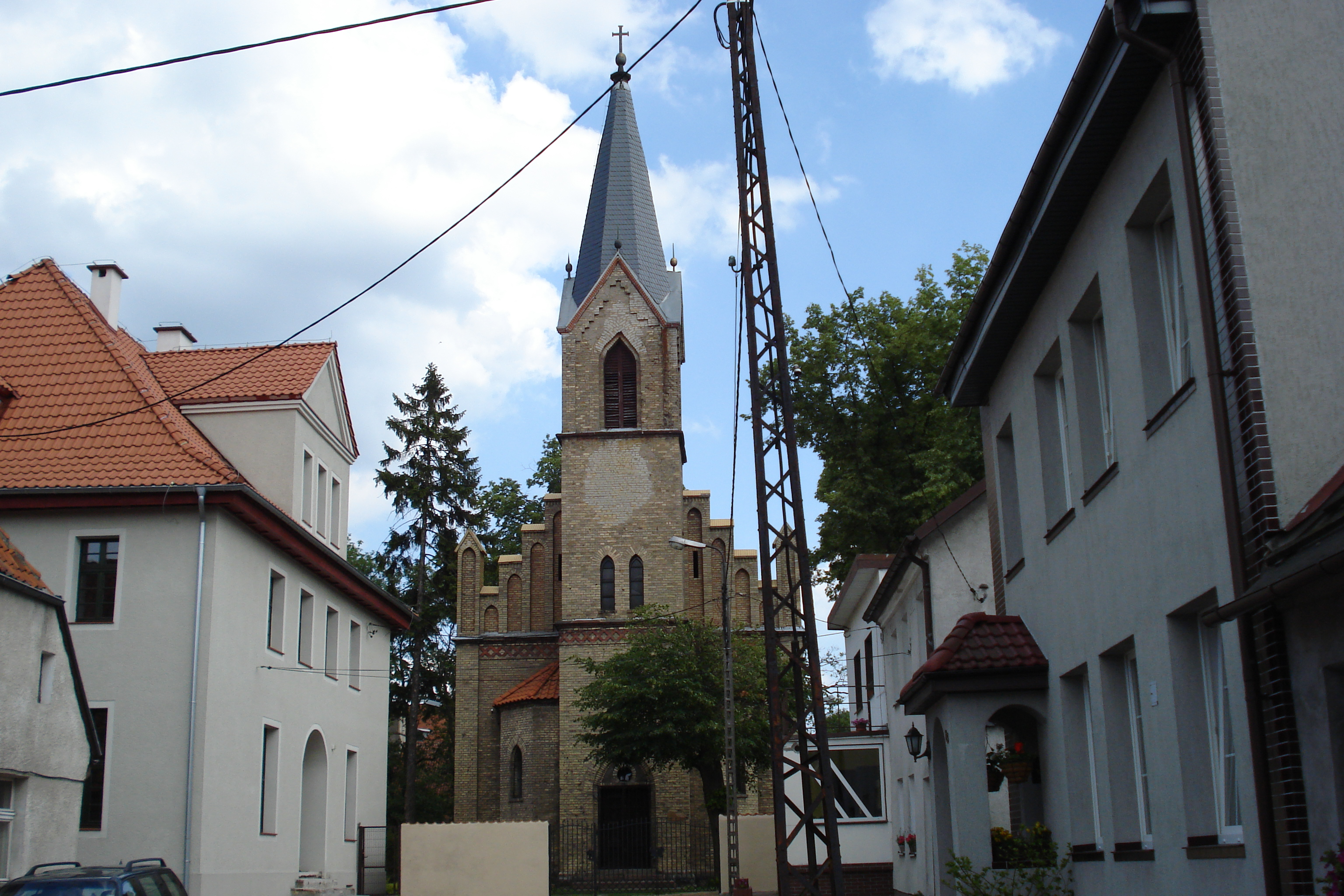
Евангелическая церковь
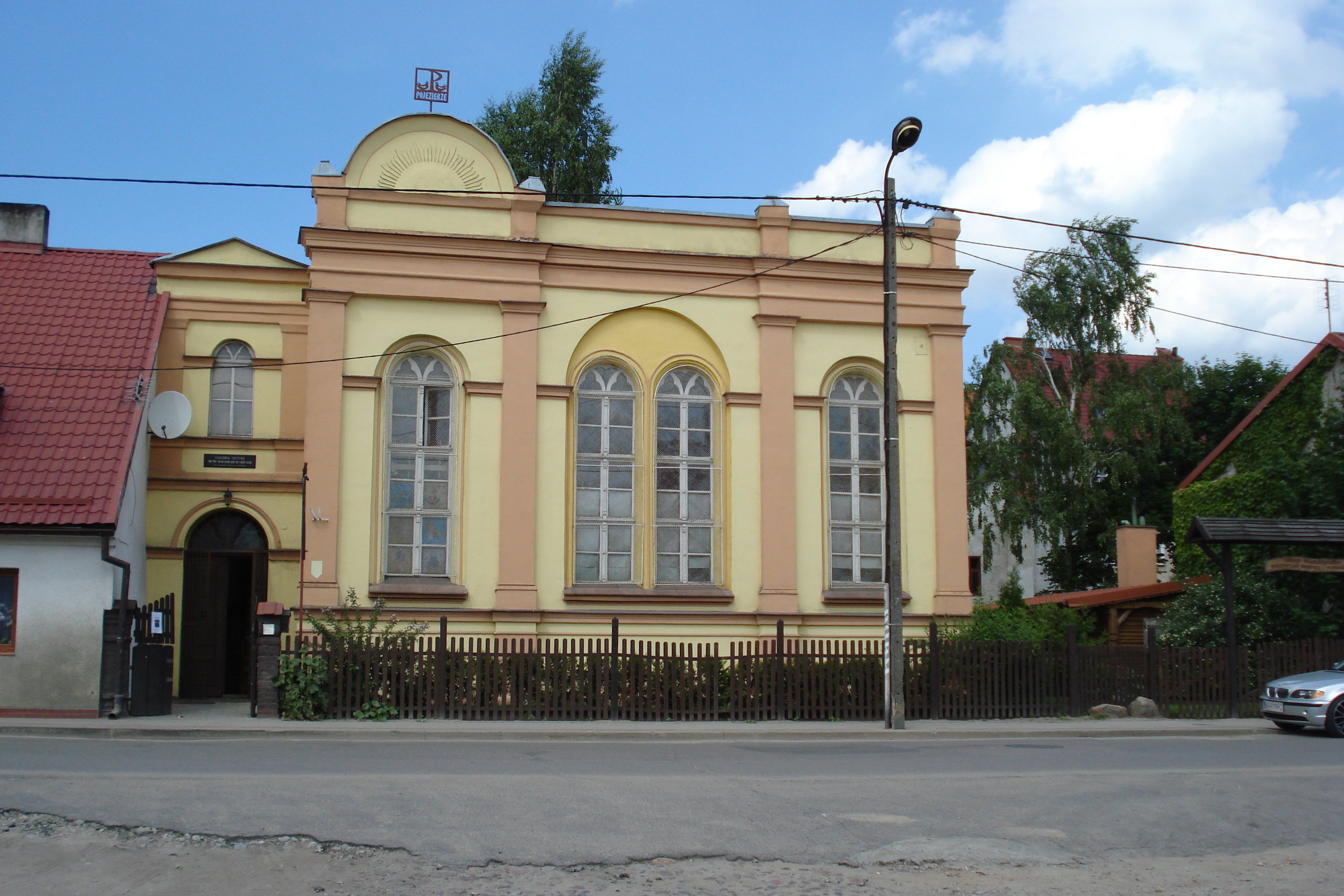
Синагога
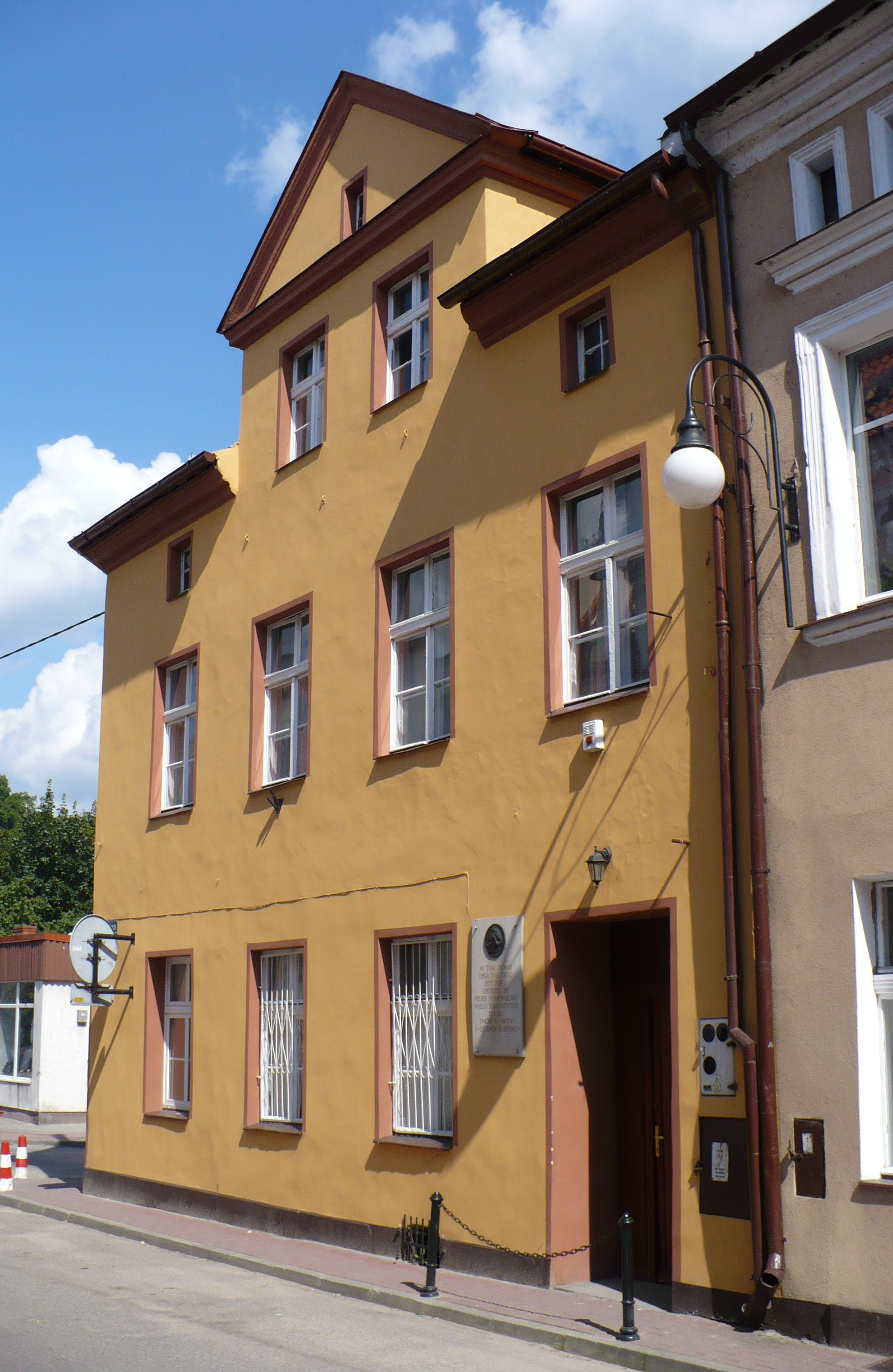
Дом, где родился Феликс Нововейский
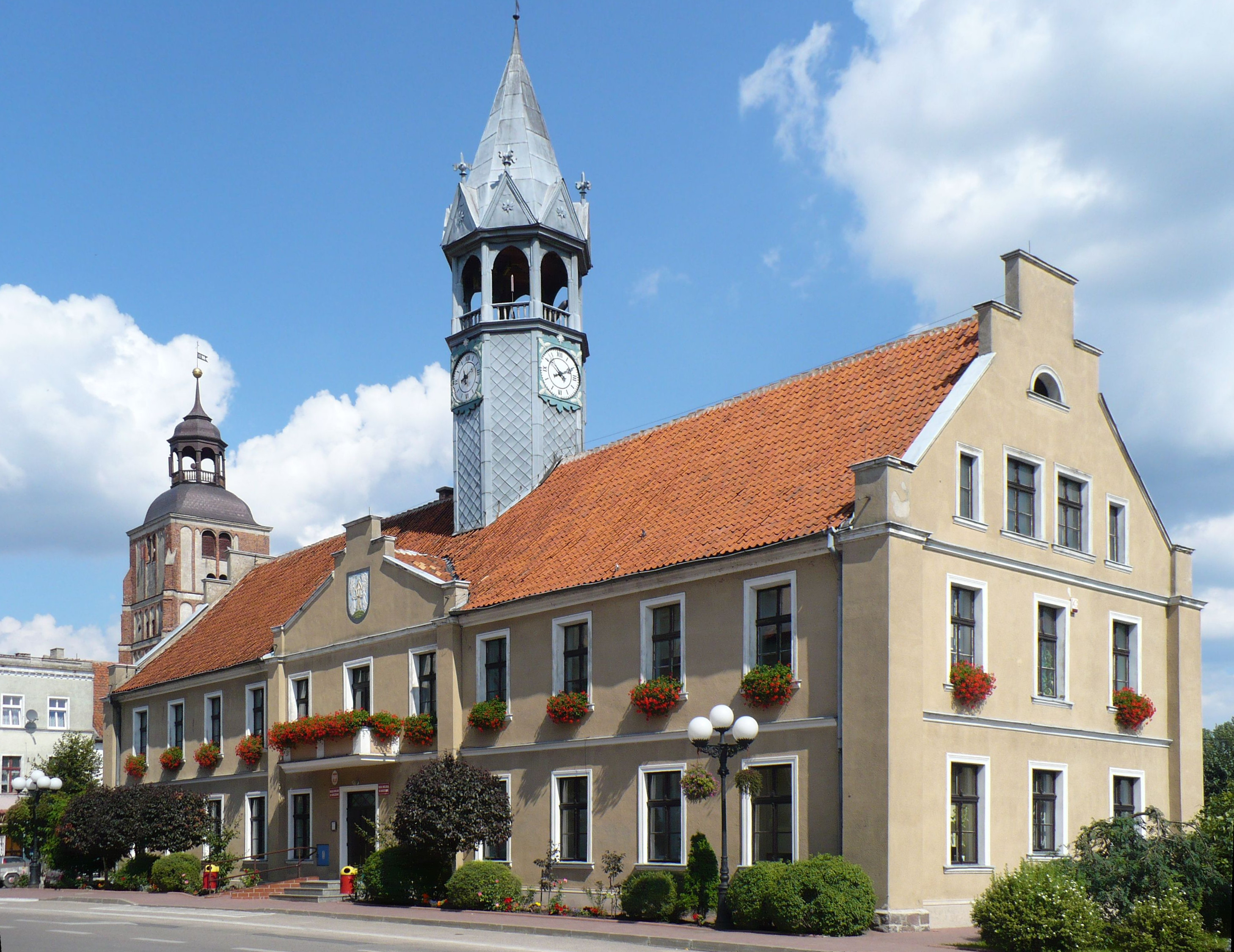
Ратуша
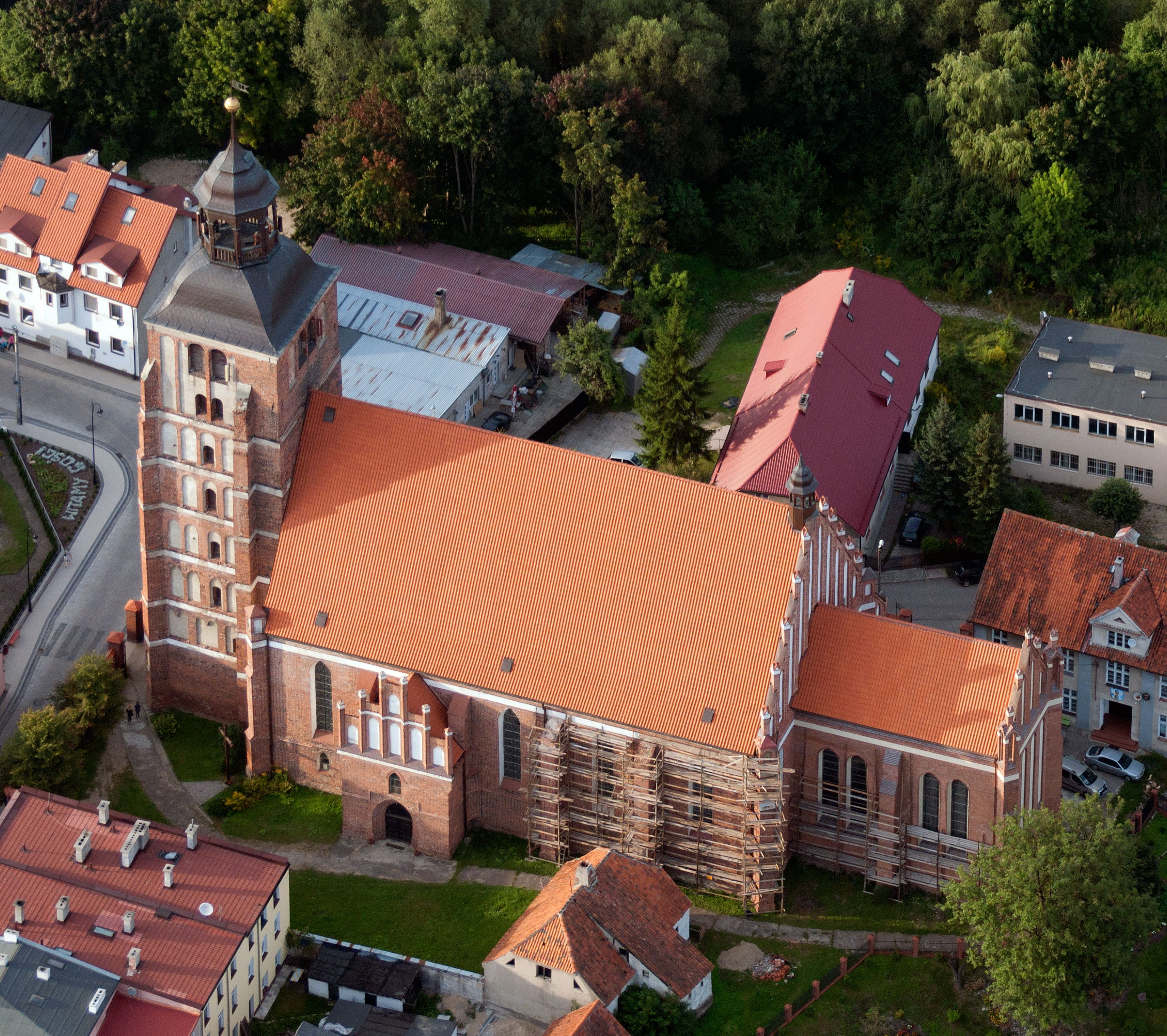
Костёл св. Анны с высоты птичьего полёта
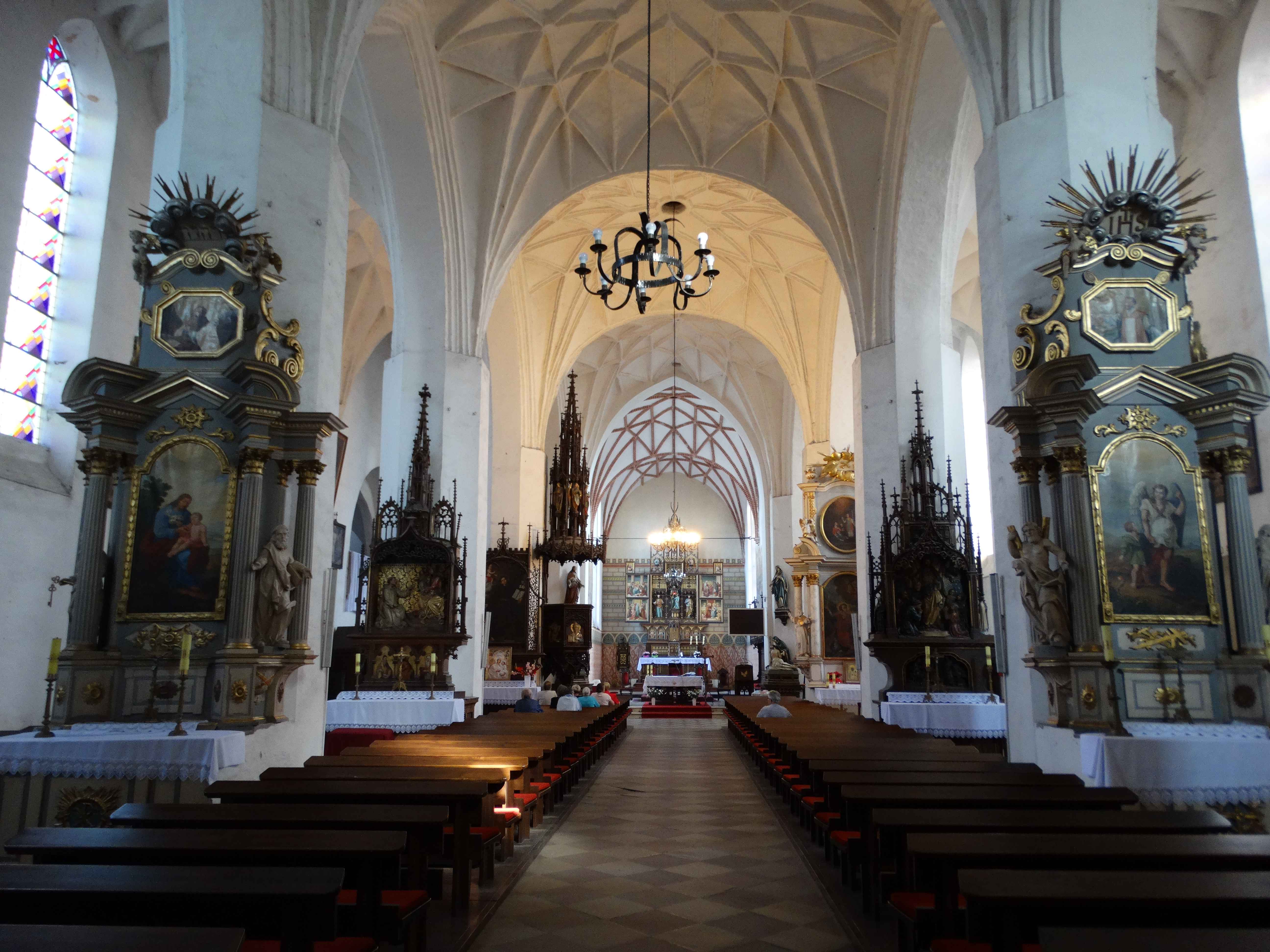
Костёл Св. Анны (внутренний вид)
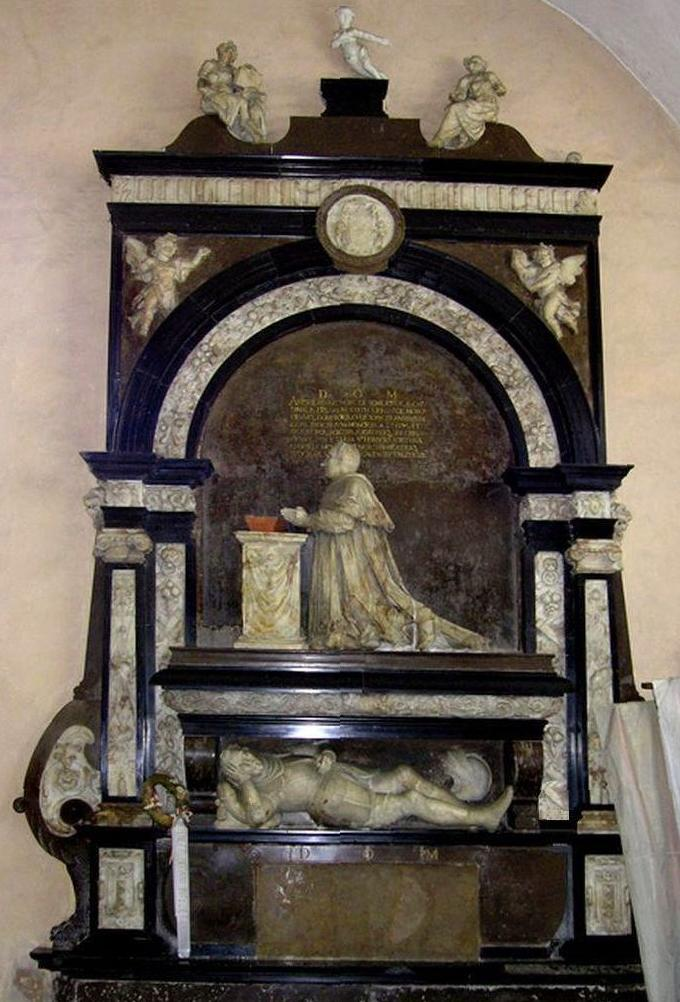
Надгробие Анджея и Бальтазара Баториев в костёле Андрея Первозванного, 1598 год
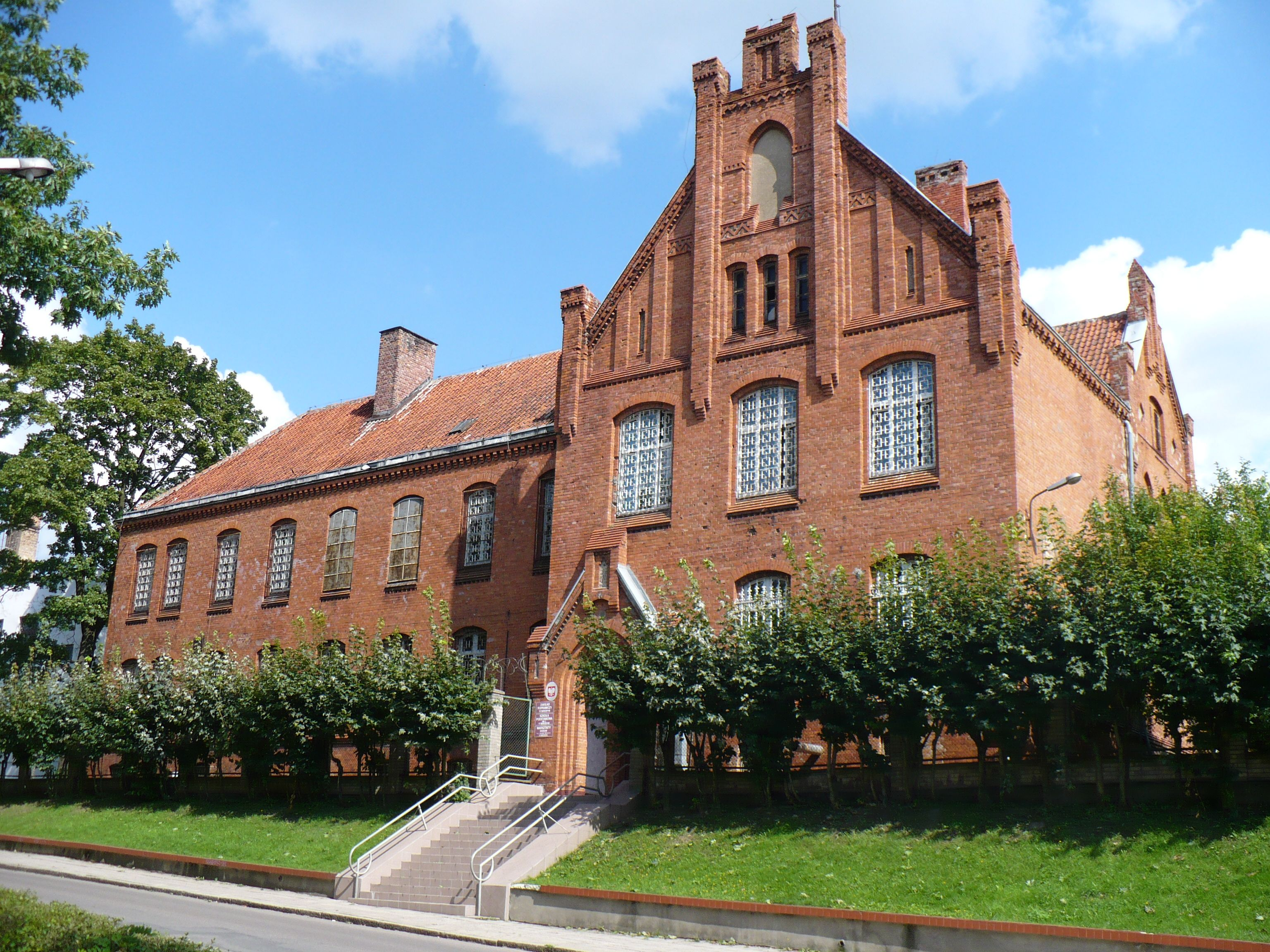
Тюрьма в Барчево
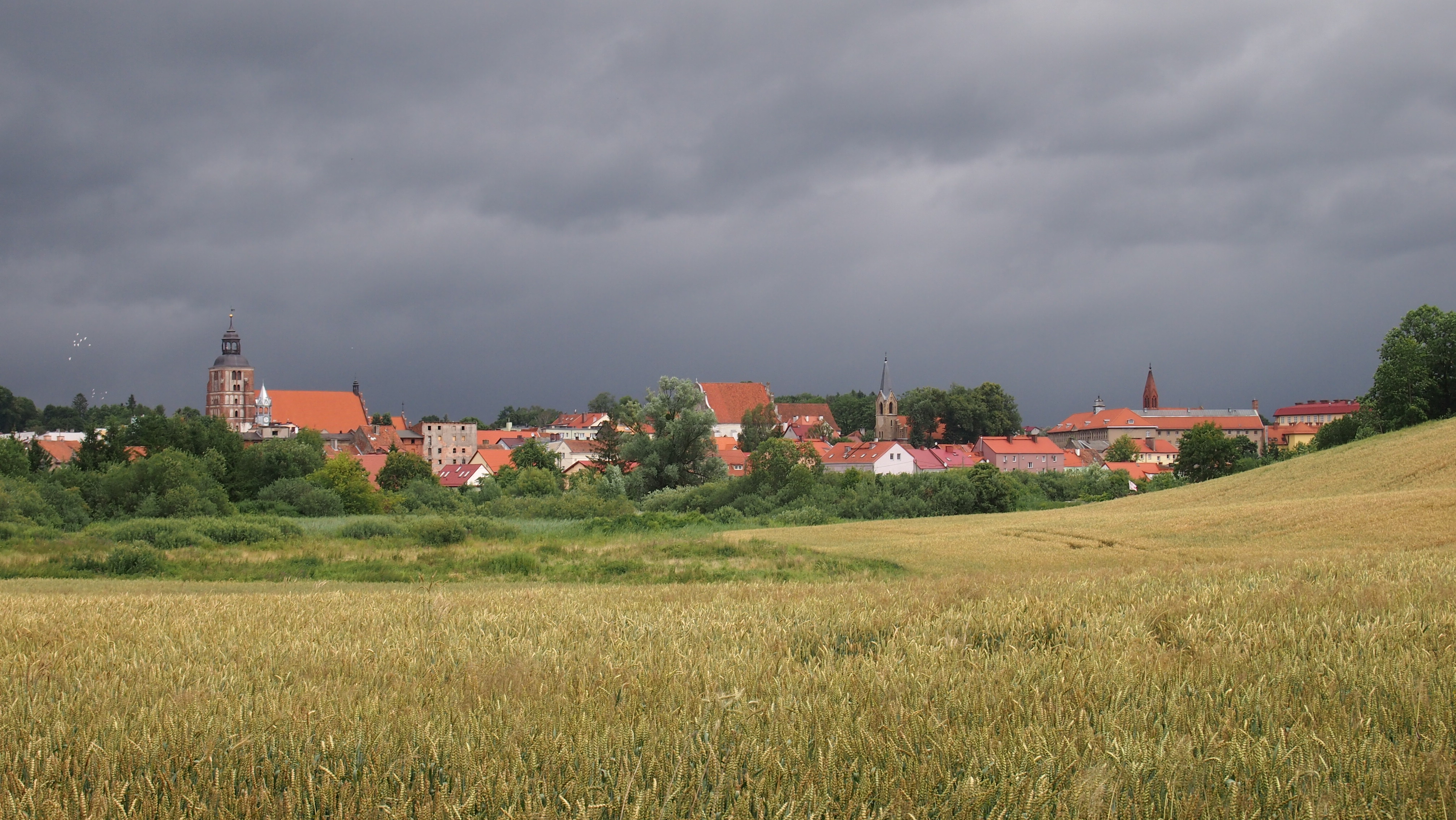
Вид на город